# Gaswerk Stuttgart-Gaisburg
Das Gaswerk Stuttgart-Gaisburg liegt im Stuttgarter Stadtteil Gaisburg an der Bundesstraße 10. Es ist eine Anlage der EnBW-Tochtergesellschaft Netze BW GmbH (früher Technische Werke der Stadt Stuttgart und Neckarwerke Stuttgart).

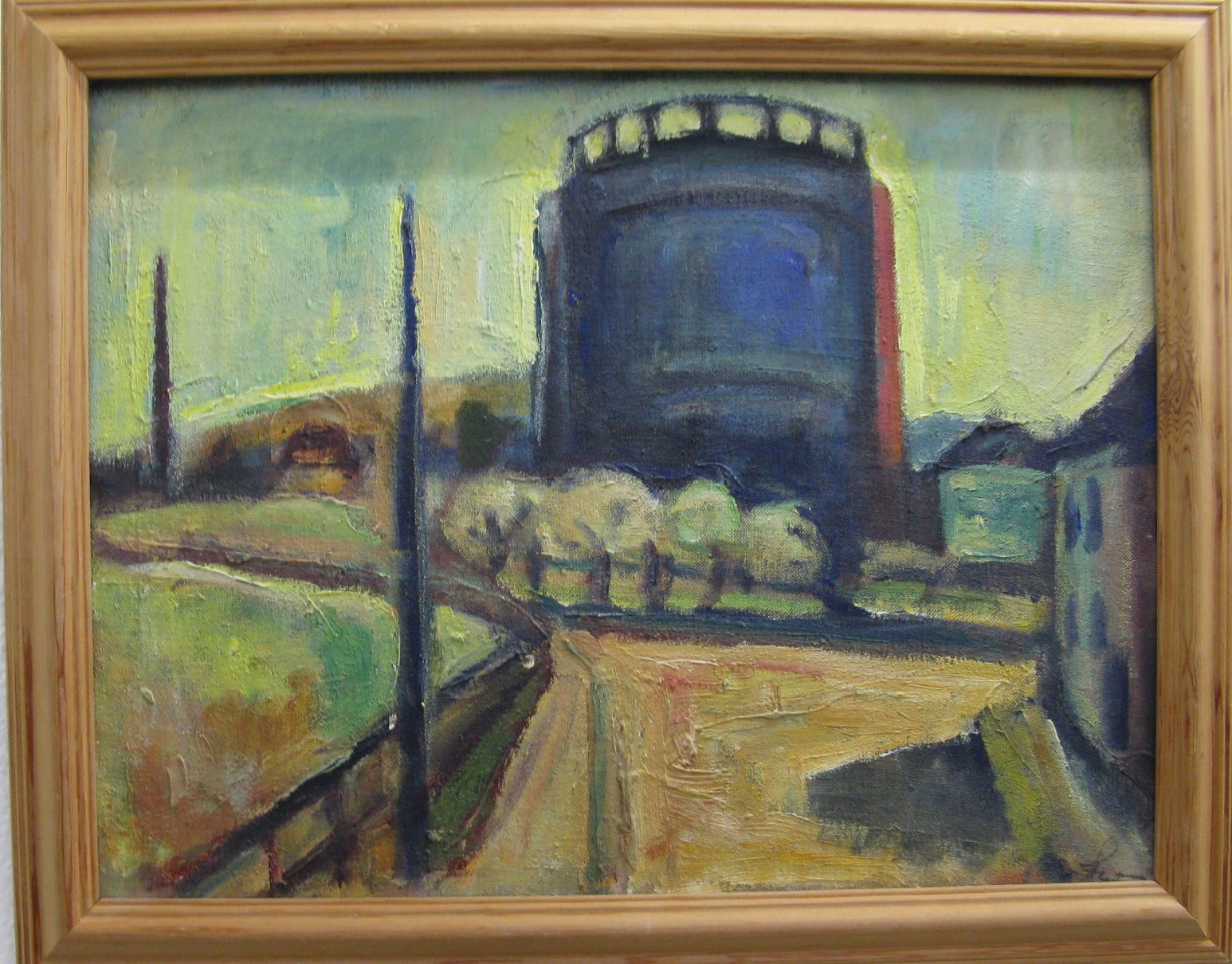
Georg Alfred Stockburger: Der (erste) Stuttgarter Gaskessel, 1934

## Geschichte
Das Gaswerk wurde 1874/1875 erbaut und diente der Stadtgaserzeugung bis 1972. Der erste große Gaskessel wurde 1928–1929 erstellt. 1971 kam ein Flüssigerdgas-Speicher dazu, der der Hauptgasversorgung von Stuttgart dient, 1978/1979 zwei Flüssiggas-Kugelbehälter, welche 2009 wieder abgerissen wurden.
Dem Gaswerk verdankte der Vorort von Stuttgart den so genannten „Gaisburger Regen“. Bei jedem Ablöschen des Koks entstand eine Dampfwolke, die bei dem meist vorherrschenden Westwind als Niederschlag über Gaisburg niederging.

## Gaskessel

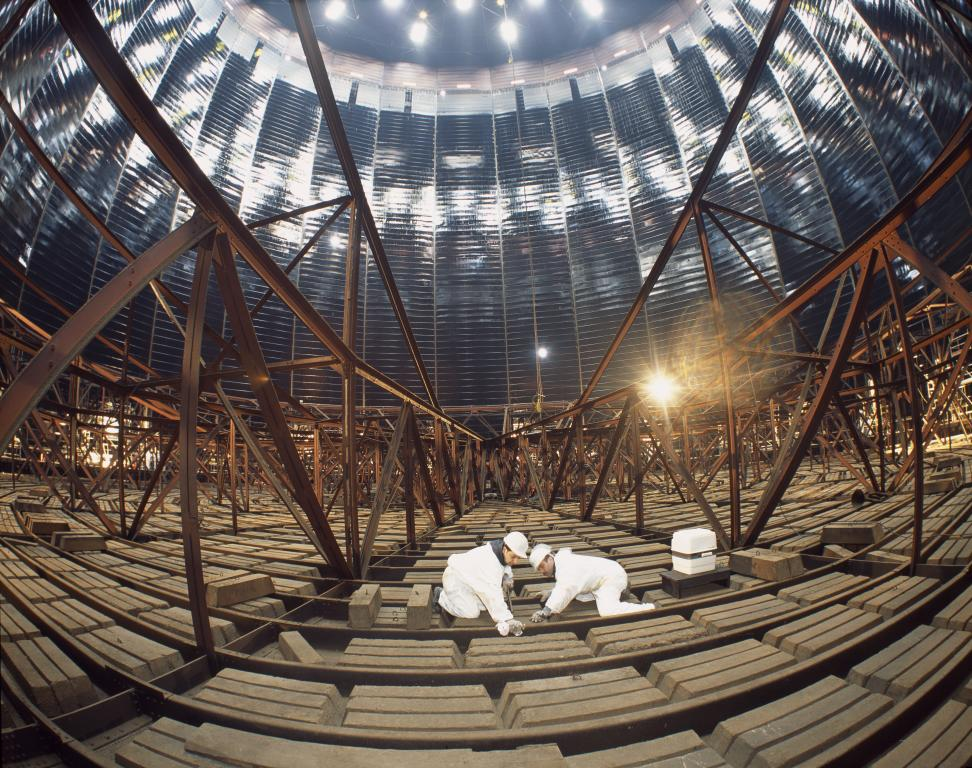
Revision Gaskessel Gaisburg

Das Wahrzeichen des Gaswerks ist der von MAN nach dem Funktionsprinzip eines Scheibengasbehälters errichtete Gaskessel. Er wurde mit den gleichen Maßen wie der ursprüngliche Kessel von 1928/1929 gebaut, der – trotz eines von Oskar Schlemmer entworfenen Tarnanstrichs – bei einem Fliegerangriff im Februar 1944 vollständig zerstört wurde, und am 2. November 1949 in Betrieb genommen. Der Kessel hat eine Höhe von 102,5 Metern, sein Durchmesser beträgt 69 Meter, sein Fassungsvermögen 300.000 Kubikmeter. Er steht als Technikdenkmal unter Denkmalschutz. Am 31. August 2021 wurde der Gaskessel offiziell außer Betrieb zu nehmen. Über den weiteren Verwendungszweck wurde bisher noch keine Entscheidung getroffen.